# Ailurarctos
Ailurarctos ("oso gato") es un género extinto de mamíferos carnívoros de la familia Ursidae, relacionado estrechamente con el panda gigante (Ailuropoda melanoleuca). Vivió durante el período Mioceno Superior en la actual China. Sus restos fósiles han sido encontrados en la provincia de Yunnan en estratos de hace 8 millones de años aproximadamente.